# Monica Valvik-Valen
Grethe Monica Eikild Valvik-Valen, née Valen, le 15 septembre 1970 à Porsgrunn, est une coureuse cycliste norvégienne. Elle a notamment été championne du monde sur route en 1994. Sa sœur Anita a également été cycliste professionnelle.

## Palmarès
- 1987
  -  Championne de Norvège juniors sur route
- 1992
  -  Championne de Norvège sur route
  -  Championne de Norvège du contre-la-montre
  - Prologue et 1re étape de la Grande Boucle Féminine Internationale
  - Tygrikeskupen :
    - Classement général

  - 1re, 2e, 3e, 4e et 5e étapes
  - 1re, 2e et 3e étapes du Tour de Bierzo
  - Tour de Bierzo
  - 3e du Tjejtrampet
  - 5e de la course en ligne des Jeux olympiques
- 1993
  -  Championne de Norvège sur route
  -  Championne de Norvège du contre-la-montre
  - 1re, 3e et 5e étapes des Trois jours de Vendée
  - Tour de l'ouest de la Norvège
  - Tygrikeskupen :
    - Classement général

  - 2e, 3e et 4e étapes
  - 2e du Tjejtrampet
- 1994
  -  Championne du monde sur route
  -  Championne de Norvège sur route
  - 7ea étape du Tour de l'Aude cycliste féminin
  - Amev International Ladies Trophee
  - 1re, 2e et 5e étapes du Grand prix du canton de Zurich
  - 2e étape de l’Étoile vosgienne
- 1995
  - 2e étape du Tour de Majorque
  - 2e étape du Tour d'Italie
- 1997
  -  Championne de Norvège sur route
  -  Championne de Norvège du contre-la-montre
  -  Championne de Norvège du critérium
  - 5e étape du Tour de Thuringe
  - 1re étape de l'Étoile vosgienne
  - 3e du Tour de Thuringe
- 1998
  -  Championne de Norvège sur route
  - 1re et 3e étapes du Tour de la Drome
  - 3e étape du Tour de Bretagne
  - 2e du championnat de Norvège du contre-la-montre
- 2000
  -  Championne de Norvège du critérium
  - Tour de Bretagne :
    - Classement général
    - 1re et 5e étapes

  - 3e du championnat de Norvège sur route
  - 3e de Gracia Orlová
- 2001
  - 3e du Rotterdam Tour
  - 6e du Trophée International
  - 8e du Grand Prix Suisse
- 2002
  - 7e étape du Women's Challenge
  - 3e du Gran Premio Città di Castenaso